# اچ‌ام‌اس سیمور (کی۵۶۳)
اچ‌ام‌اس سیمور (کی۵۶۳) (به انگلیسی: HMS Seymour (K563)) یک کشتی بود که طول آن ۳۰۶ فوت (۹۳ متر) بود. این کشتی در سال ۱۹۴۳ ساخته شد.